# Sterculia rugosa
Sterculia rugosa är en malvaväxtart som beskrevs av Robert Brown. Sterculia rugosa ingår i släktet Sterculia och familjen malvaväxter. Inga underarter finns listade i Catalogue of Life.